# Barabás
Barabás là một thị trấn thuộc hạt Szabolcs-Szatmár-Bereg, Hungary. Thị trấn này có diện tích 38,19 km², dân số năm 2010 là 759 người, mật độ 20 người/km².